# Sandra Moore Faber
Pour les articles homonymes, voir Moore et Faber.
Sandra Moore Faber, née le 28 décembre 1944 à Boston, est une professeure d'astronomie et d'astrophysique de l'université de Californie à Santa Cruz. Elle travaille aussi à l'observatoire Lick et a, conjointement avec Robert Earl Jackson, élaboré une méthode de détermination de distances pour les galaxies elliptiques appelée « relation de Faber-Jackson ». Elle a aussi à la tête de son équipe connue sous le nom de « Seven Samurai » découvert une concentration en masse de nature inconnue dénommée « Grand attracteur ».
L'astéroïde (283277) Faber est nommé en son honneur.